# Pervagor alternans
Pervagor alternans är en fiskart som först beskrevs av Ogilby 1899.  Pervagor alternans ingår i släktet Pervagor och familjen filfiskar. Inga underarter finns listade i Catalogue of Life.